# Окатова
Ока́това (рос. Окатова) — присілок у складі Катайського району Курганської області, Росія. Входить до складу Верхньоключевської сільської ради.
Населення — 6 осіб (2010, 6 у 2002).
Національний склад станом на 2002 рік: росіяни — 100 %.